# Rudolf Ludwig Meyer-Dür
Rudolf Ludwig Meyer-Dür (Burgdorf, 12 augustus 1812 - Zürich, 2 maart 1885) was een Zwitsers entomoloog.
Meyer-Dür leefde en werkte het grootste deel van zijn leven in zijn geboorteplaats Burgdorf in Zwitserland waar hij de lokale insectenfauna bestudeerde. Hij specialiseerde zich in rechtvleugeligen (Orthoptera), halfvleugeligen (Hemiptera) en netvleugeligen (Neuroptera) en was de oprichter van de Société Entomologique Suisse. Hij verzamelde ook insecten in Spanje en het zuiden van Frankrijk, onder andere samen met de entomoloog François Jules Pictet de la Rive. Zijn collecties zijn ondergebracht in het Harvard Museum of Natural History, Cambridge (Massachusetts), Staatliche Naturhistorische Sammlungen Dresden, in Dresden, Naturhistorisches Museum Bern, Zoologische Museum der Universität Zürich en het American Museum of Natural History, New York

## Taxa
Meyer-Dür beschreef een groot aantal insecten voor het eerst, waaronder:
- Mellicta varia, een vlinder uit de familie Nymphalidae
- Adelphocoris ticinensis (kattenstaartsierblindwants), een blindwants
- Ecdyonurus picteti, een haft uit de familie Heptageniidae

## Werken
Een aantal publicaties door Meyer-Dür : 
- Meyer-Dür, L. R., 1843 Verzeichnis der in der Schweiz einhimischen Rhynchoten (Hemiptera Linn.).Erstes Heft. Die Familie der Capsini.
- Meyer-Dür, L. R., 1870 Hemipterologisches. Zwei neue Capsiden nebst Bemerkungen über die Gruppe der grunen Lygus Arten. Mitteilungen der Schweizerischen Entomologischen Gesellschaft 3: 206-210.
- Meyer-Dur, L. R. 1871. Die Psylloden. Mittheilungen der Schweizer entomologischen Gesellschaft 3: 377-406.

- Gemeinsame Normdatei: 1046865587
- Historisch woordenboek van Zwitserland: 028882
- Virtual International Authority File: 306276703
- WorldCat: E39PBJk4HTPF7BgkHFVfQHB3wC